# Our Frank
Our Frank er titlen på en komposition af den britiske sanger og sangskriver Morrissey. Nummeret, som er udgivet d. 4 februar 1991, kom både som en del af albummet "Kill Uncle", men også som single. Sangen er komponeret i sammenarbejde med Mark Nevin – den første af deres arbejde som blev udgivet. Singlen, som er produceret af Clive Langer og Alan Winstanley, opnår dog blot en 26. plads på den engelske hitliste. 

## Omslaget
På det engelske omslag vises et billede af Morrisseys ansigt. Billedet er taget af Pennie Smith. 

## Track lister (Vinyl/kasette/ CD

### 7" vinyl & kassette
1. "Our Frank"
2. "Journalists Who Lie"

### 12" vinyl
1. "Our Frank"
2. "Journalists Who Lie"
3. "Tony the Pony"

### CD
1. "Our Frank"
2. "Journalists Who Lie"
3. "Tony the Pony"

## Musikere
- Morrissey – vokal
- Andrew Paresi – trommer
- Mark E. Nevin – guitar
- Bedders – bas
- Steve Heart – orgel
- Seamus Beaghen – klaver
- Nawazish Ali Khan – violin

## Eksterne links
- true-to-you.net,
- https://www.youtube.com/watch?v=gmL6Nr1jgYc, Our Frank (promo)
- https://www.youtube.com/watch?v=KhiWpeBZsq4, Our Frank (live in Dallas)